# Amy Bailey (Frauenrechtlerin)
Amy Beckford Bailey, OJ, (* 1895; † 3. Oktober 1990) war eine jamaikanische Lehrerin und Frauenrechtlerin.

## Leben
Bailey war Mitbegründerin und erste Vorsitzende des jamaikanischen Women’s Liberal Club, der dafür kämpfte, Frauen einen angemessenen Platz in Gesellschaft und Familie zu verschaffen. Nach einem Aufenthalt in England identifizierte sie die hohe Geburtenrate als eine Ursache der Probleme der Frauen Jamaikas und gründete 1938 die erste Vereinigung, die sich zur Aufgabe machte, jamaikanischen Frauen über Methoden der Empfängnisregelung zu unterrichten. Bailey eröffnete im Januar 1946 in Kingston das Housecraft Training Centre zur Förderung junger Frauen und Mädchen. Daneben war sie für weitere Bildungs- und Wohltätigkeitsorganisationen tätig und arbeitete als Friedensrichterin. Bailey vertrat stets die Ansicht, dass Frauen sich bessere Qualifikationen erwerben müssten, um so der Unterdrückung aufgrund ihres Geschlechts entgegenzuwirken.
Im Jahr 1988 wurde ihr der Marcus Garvey Award for Excellence verliehen, 1990 wurde sie für ihre Verdienste für die Frauenbewegung mit dem Order of Jamaica ausgezeichnet.